# Ilithucia morio
Ilithucia morio är en insektsart som beskrevs av Leon Fairmaire. Ilithucia morio ingår i släktet Ilithucia och familjen hornstritar. Inga underarter finns listade i Catalogue of Life.